# 華為251事件
華為251事件，又被稱之為李洪元事件，是2018年12月16日到2019年8月23日发生于中国大陆的一桩未有檢控的刑事案件。华为技术有限公司的原员工李洪元在離職九個月後，被华为以职务侵占（先被改为泄露商业机密，后再被改为敲诈勒索）为由向警方举报而被羁押251日，因证据不足而获检察院不起诉並而重獲人身自由。2019年11月下旬，案件细节被披露到互联网，迅速引起廣大网友討論。從李洪元被逮捕到重獲自由共251天，被稱為"華為251事件"。

## 事件经过

### 劳资纠纷

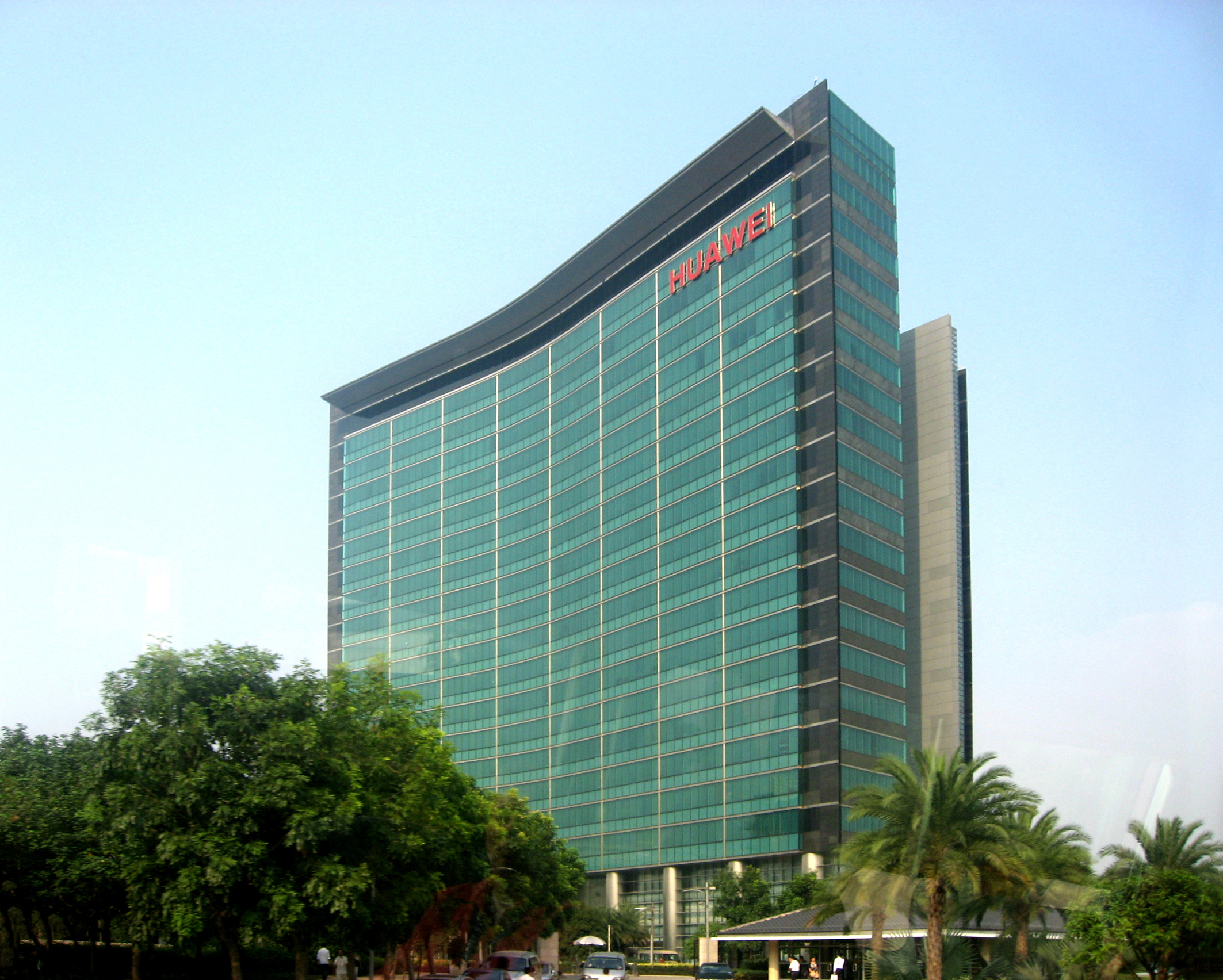
华为深圳总部

2005年10月，李洪元从浙江省国有企业巨化集团离职，加入华为技术有限公司。2016年11月，李向上级举报其所在部门造假行为。
2017年，李洪元面见华为公司创始人任正非，汇报工作上的诉求，任正非讓他找其他领导。同年，华为的人事部门不与李洪元续签劳动合同。
因李洪元认为其在公司工作十二年，但是公司没有跟他续签无固定期限合同，依据《劳动法》，公司是有过错的，华为应该给他更高的离职补偿，2018年1月31日，李洪元和华为网络能源产品线人事管理人员何某协商，签订了离职协议，解除劳动合同的赔偿金按照“2N”执行，而不是“N+1”执行。而终止劳动合同赔偿金中“2N”与“N+1”的差额部分为304,742.98元人民币。
2018年3月8日，李洪元前往华为深圳总部确认签收终止劳动合同赔偿金。
2018年11月7日，李洪元向法院起诉，要求拿回经协商一致应予以支付的年终奖金，华为方面称李洪元未获得年终奖金。和HR何某协商后，HR何某通过所在部门的秘书周某的私人账户转到李洪元账户上约30万元，交易摘要为“离职经济补偿”，而也因为有一些前同事的离职赔偿金通过私人账户转款，导致尽管李洪元已经向华为人事部门反映此事，但其并未对私人账户转款这一行为有所警觉；之后，李洪元发现这笔差额部分没有申报个人所得税，在其向政府税务部门投诉后，税务部门通知华为补缴税款。

#### 劳动仲裁
2020年6月3日，李洪元向深圳市龙岗区劳动仲裁文员会申请劳动仲裁，请求华为公司恢复与李洪元的劳动关系、支付2018年2月至2020年5月工资总计650949元、支付2018年2至12月、2019年1至12月、2020年1至5月年终奖总计1307735元、替李洪元缴纳2018年2月至2020年5月期间的社保与公积金188768元。仲裁委员会则与同年8月驳回仲裁请求。

#### 起诉
李洪元起诉华为，以自己在签订《离职协议》被欺骗为由主张协议无效并要求华为予以经济补偿（劳动关系存续期间）。2022年1月10日，深圳市龙岗区人民法院作出(2020)粤0307民初31798号判决，认定：
1. 鉴于李洪元在《离职协议》签订后已经领取离职补偿并且李洪元未举证，不予支持李洪元请求的与华为签订的《离职协议》无效
2. 华为公司认为何某违反公司规定，私下支付除N+1以外的补偿并非华为真实意图，因此主张前主管何某与李签订的《离职协议》无效，法院不予采信

法院认为李洪元与华为公司的劳动关系在《离职协议》签订后已终止，故驳回李的全部诉讼请求。

### 被拘留、逮捕
2018年12月16日，深圳警方对李洪元实施强制传唤，将其从住处带走，案由为涉嫌职务侵占。在其抵达公安局后，案由变更为涉嫌泄露商业机密。在被刑事拘留了一段时间后，案件移交检察院。2019年1月22日，深圳市龙岗区人民检察院决定对李洪元实施逮捕。
3月21日，深圳市公安局将此案向深圳市龙岗区人民检察院移送审查起诉。深圳市公安局认定，2018年3月8日，李洪元从其部门主管何某处勒索人民币30万元。
4月16日，检察官告知李洪元等六名员工其涉嫌案由为敲诈勒索。4月17日，李洪元会见了他的律师，让律师告知他的妻子去找他与何某的谈话录音；同月，李洪元的妻子向检察部门提交了李洪元和何某的谈话录音，以证明李洪元并未对华为敲诈勒索。4月19日，检方因为证据不足，把案件退回公安机关进行补充侦查；5月17日，公安将该案补查重报；6月19日，检方再次将案件退回公安机关进行补充侦查；7月12日，公安将该案补查重报；同月，何某更改口供，稱李洪元没有敲诈勒索。8月13日，龙岗区检察院根据《刑事诉讼法》第175条，决定延长侦察期限；2019年8月23日，龙岗区检察院最终以“犯罪事实不清、证据不足”为由决定对其不起诉，释放李洪元。截至释放当日，李洪元被羁押了251日。

### 事件发酵
在李洪元被羁押期间，其祖父去世。
2019年11月25日，他向深圳市龙岗区人民检察院申请到了107,055.94元人民币的国家赔偿，其中包含79,300.94元的人身自由损害赔偿金和27,755元的精神损害赔偿金。龙岗区人民检察院也向其前雇主华为技术有限公司、其父亲的雇主浙江省巨化集团发函为其恢复名誉。
2019年11月28日，李洪元将自己的《刑事赔偿决定书》分享到了华为离职员工维权群里，来说自己是“疑罪从无”而不是“无罪释放”，希望有人能帮忙发到华为心声内网（向任正非反应），以恢复李洪元名誉。当日有网络自媒体将其发布在网络上，引发舆论关注。BBC称网络上一些批評華為的帖子遭到刪除。

2019年12月2日，李洪元接受界面新闻、澎湃新闻及新京报等媒体的采访，表示主动曝光该话题并非其本意，但希望和华为沟通，而其最大的诉求是希望华为向他道歉。过后，界面新闻的采访报道被删除。12月2日，华为方面发布声明：
|  | 公司有权利也有义务，并基于事实对于涉嫌违法的行为向司法机关举报。华为尊重司法机关，包括公安、检察院和法院的决定。如果李洪元认为他的权益受到了损害，支持他运用法律武器维护自己的权益，包括起诉华为。这也体现了法律面前人人平等的法治精神。 |

12月2日，李洪元的代理律师所属律师事务所——广东意本律师事务所发出声明，指出11月28日，自称李洪元的用户在华为内网心声社区发帖《李洪元写给任正非的公开信》并非出自李洪元，信件的出处难以考证。李洪元也指出相关文字属于拼凑而成，非其本人所写。李洪元认为，在多家媒体跟进此事件后，事态已经“有些失控”。此後李洪元离开深圳返回老家。
12月2日，李洪元看到华为官方的回复后，对第一财经记者说：
|  | 大家看看先，我听全国人民的。 |

12月4日，《經濟觀察网》電話采访李洪元。李洪元表示自己對華為公司有感情，且華為公司體量大，他不想起诉华为；同时表示让华为道歉赔偿不是自己的唯一目的，他的核心诉求是与华为总裁任正非深度沟通，因为自己认为华为公司是中国未来的希望，但华为现在这样是不可能健康发展的。他并提及自己有一项人力管理方案，准备申请专利，希望和任正非沟通，相信该方案有助于公司纠正管理偏差。
12月4日，华为消费者业务CEO余承东向微信群IT老友会转发微信公众号“至道学宫”文章《针对华为的黑公关狂欢》。该文认为“华为251事件”不是劳资纠纷问题，而是美国、华为公司的竞争对手和知乎等媒体平台雇佣网络水军，造谣生事，对华为实施的有偿攻击。发起这种攻击所投入的成本，甚至“起码是几百亿量级的”。余承东的行为再次引发公众对“华为251事件”的高度关注。次日华为高级副总裁陈黎芳在清华大学演讲时称：余承东受不了委屈，故转发了《针对华为的黑公关狂欢》，华为依法举报李洪元，请大家耐心等待，看李洪元到犯了什么事。
12月5日，华为首席法务官宋柳平在宣布将正式起诉美国联邦通信委员会的新闻发布会中，面对媒体对此事件的评价的问题，表示感谢公众对"华为251事件"的关注，“华为251事件”是华为对涉嫌违法犯罪的人进行举报，不是一个劳动纠纷事件。
12月9日，李洪元的个人账户leedeson在新浪微博发布微博稱，深圳市中级检察院已經立案，反查之前涉及的誣告陷害、偽證、玩忽职守、渎职等罪行。新浪微博隨即就此与深圳市人民检察院进行核实，检察院表示此消息不实，李洪元已將有關立案的微博刪除。新浪微博認定李洪元的行为已构成“发布不实信息”，且情节恶劣，對李洪元的新浪微博賬戶扣除信用积分10分，账号禁言15天，禁被关注15天。

12月11日，华为创始人任正非接受拉美、西班牙媒体采访。西班牙媒体《世界报》询问最近对华为的批评声音是否会对华为产生影响，任正非回应：
|  | 华为过去一段时间红得发紫，如果大家黑一下华为，华为的颜色就变灰了一些，恢复了本色。华为的本色就是灰色，并不是什么红得发紫。在社会认为华为很好的时候，实际上华为本身也是矛盾重重的。 |

## 评论
12月1日，《环球时报》总编辑胡锡进发微博评论称，此事暴露了华为内部管理存在缺陷。另一方面，胡锡进还分析了華為的聲明「若李認為遭到誣告，華為接受其在法庭對自身提告，在法院上論定」，并认为华为有以下三點考量：坚持了自己最初的态度，认为他们的报案有所本；在报案之后，围绕李洪元出现的所有情况都属于法律程序，华为没有能力进行干预，只能尊重司法；李应通过法律手段实现他得到国赔之外诉求，华为不准备在法律之外与李洪元“私了”。胡锡进还分析認為，这个声明是华为法务部门和相关管理层认真研讨的结果。华为公司太大，員工和主管加總十多萬人，内部管理和对外公关都要尋求「规范化」，擔心採用一種特殊化處理或溫情式私了，会立下典範产生日後连锁反应，这是大型跨国公司应对公关危机的通常选择。面对与个别员工的具体冲突如果不用一普遍性原则应对，可能掉入更多纠纷陷阱。翌日，央視主持人徐卓陽發微博讽刺了胡錫進：“胡总编的功力越发深厚。看完这篇你会以为被诬陷坐牢251天的不是李洪元，而是华为本为。对受害者‘同情’了事，对犯下严重错误的公司和部门却处处透着关怀和体谅，并不忘笑容满面地对追问真相的声音发出‘适可而止’的警告。作此道德良心文章，难能可贵。”
12月2日，澎湃新闻在“马上评”栏目刊登署名“西坡”的评论员文章《华为该如何对待离职员工，我们又该如何对待华为》，文章认为，“狼性”“996”等企业文化所代表的效率至上时代已经过去，只有企业表现出正当的人性意识，用户才能将其隐私数据交由企业处理，并认为华为残酷对待其员工会影响其合作伙伴和消费者对华为公司的信任。12月2日，澎湃新闻在同一栏目刊登该网站首席评论员沈彬的文章《拒不道歉的华为：没有同理心，让人害怕》，该文章指出，企业的发展应严格遵守法律，企业必须尊重公民的尊严和财产安全。
12月3日，人民網引用了錢江晚報張炳劍的文章《華為的回應不是“法治”，而是以勢壓人》。该文章指出华为在251事件中没有尊重法律，是在依靠自己的实力打压异己。该文章还认为，民众对法治进步的渴望胜过对技术进步的渴望。12月4日刪除了此文章。
12月5日，纽约时报中文网刊登文章《华为是如何在中国失去民心的？》，文章指出，李洪元因劳工纠纷被拘押这件事引发的反弹，表明中国大陆人开始对华为公司有了不满情绪。文章认为，中国社交网络上对此事的愤怒，反映了许多中产阶级职业工作者担心李洪元的遭遇可能会发生在他们身上的恐惧。
12月6日，共青团中央在其微信公众号转载自媒体“后沙”的文章《【声音】后沙：华为一夜之间被“万炮齐轰”，但狐狸尾巴露得太快！》。文章称如果公众关心李某元，请对事态发展多些耐心，这件事会有清晰的结论的；大家不要被美国利用了被美国当枪使，美国的新闻媒体会趁机抹黑华为，请看清。

## 类似案例

### 2002年
华为前员工王志骏、刘宁、秦学军曾因和华为的纠纷被华为举报，后以涉嫌侵犯商业秘密为由被羁押2年。

### 2018年
华为无线地区部前员工曾梦因类似原因被羁押90日。
据财新网报道，2018年12月，李洪元被捕当月，除李洪元、曾梦外，至少有3名华为前员工或当时在职的员工在和华为公司劳动争议期间被深圳警方带走，罪名为涉嫌侵犯商业秘密等。其中，一名员工认罪、一名至2019年12月仍在羁押中，一名羁押一个月后释放。
《金融时报》引述劳动者权利律师庞琨的说法，即由于华为极大的实力，司法当局和政府对华为这类大企业的法律纠纷，较普通企业重视的多，而且深圳警方每年都会关押十几名与华为发生纠纷的人。
《南方都市报》的一则评论员文章说，如果公检法机关不追究华为的起诉是否是诬告，“为企业和个人所裹挟”，则其代表的国家机关的公信力将受损。

## 外部鏈接
- 李洪元的新浪微博 （页面存档备份，存于）